# Gran Premio del Sudafrica
Il Gran Premio del Sudafrica è una gara automobilistica di Formula 1 che si è svolta tra il 1962 e il 1993.

## Storia
La corsa si è disputata prima sul Circuito di East London per poi spostarsi, dal 1967, sul Circuito di Kyalami, divenendone la sede classica. Proprio a Kyalami, nel 1977, avvenne uno dei più spaventosi ed incredibili incidenti nella storia della Formula 1 che provocò la morte del pilota gallese Tom Pryce e di un commissario di pista, Frederik Jansen van Vuuren, uno studente olandese di appena 19 anni. Il gran premio subì diverse interruzioni: la prima fu nel 1964, quando non venne proprio disputato, mentre nel 1966 e nel 1981 non fu valido come prova del mondiale, (nel caso dell'edizione 1981 a causa della battaglia politica tra FISA e FOCA) ma la sospensione più lunga avvenne tra il 1986 e il 1991 a seguito delle proteste contro l'apartheid da parte di diverse nazioni del mondo che vollero boicottare tutte le manifestazioni sportive sudafricane finché non fosse terminata la segregazione razziale nel paese africano e che si manifestarono nell'edizione del 1985, quando la Ligier e la Renault non presero parte al gran premio, in linea con le decisioni assunte dal governo francese. Nella prima versione del calendario per la stagione 1994, così come in quella definitiva, il gran premio venne escluso dal campionato mondiale.

## Albo d'oro
Le edizioni indicate con sfondo rosa non appartenevano al Campionato mondiale di Formula 1.

| anno        | circuito      | pilota             | vettura       | resoconto     |
| ----------- | ------------- | ------------------ | ------------- | ------------- |
| 1934        | East London   | Whitney Straight   | Maserati      | resoconto     |
| 1935        | Non disputato | Non disputato      | Non disputato | Non disputato |
| 1936        | East London   | Mario Massacuratti | Bugatti       | resoconto     |
| 1937        | East London   | Pat Fairfield      | ERA           | resoconto     |
| 1938        | East London   | Buller Meyer       | Riley         | resoconto     |
| 1939        | East London   | Luigi Villoresi    | Maserati      | resoconto     |
| 1940 - 1959 | Non disputato | Non disputato      | Non disputato | Non disputato |
| 1960        | East London   | Paul Frère         | Cooper        | resoconto     |
| 1960        | East London   | Stirling Moss      | Porsche       | resoconto     |
| 1961        | East London   | Jim Clark          | Lotus         | resoconto     |
| 1962        | East London   | Graham Hill        | BRM           | resoconto     |
| 1963        | East London   | Jim Clark          | Lotus         | resoconto     |
| 1964        | Non disputato | Non disputato      | Non disputato | Non disputato |
| 1965        | East London   | Jim Clark          | Lotus         | resoconto     |
| 1966        | East London   | Mike Spence        | Lotus         | resoconto     |
| 1967        | Kyalami       | Pedro Rodríguez    | Cooper        | resoconto     |
| 1968        | Kyalami       | Jim Clark          | Lotus         | resoconto     |
| 1969        | Kyalami       | Jackie Stewart     | Matra         | resoconto     |
| 1970        | Kyalami       | Jack Brabham       | Brabham       | resoconto     |
| 1971        | Kyalami       | Mario Andretti     | Ferrari       | resoconto     |
| 1972        | Kyalami       | Denny Hulme        | McLaren       | resoconto     |
| 1973        | Kyalami       | Jackie Stewart     | Tyrrell       | resoconto     |
| 1974        | Kyalami       | Carlos Reutemann   | Brabham       | resoconto     |
| 1975        | Kyalami       | Jody Scheckter     | Tyrrell       | resoconto     |
| 1976        | Kyalami       | Niki Lauda         | Ferrari       | resoconto     |
| 1977        | Kyalami       | Niki Lauda         | Ferrari       | resoconto     |
| 1978        | Kyalami       | Ronnie Peterson    | Lotus         | resoconto     |
| 1979        | Kyalami       | Gilles Villeneuve  | Ferrari       | resoconto     |
| 1980        | Kyalami       | René Arnoux        | Renault       | resoconto     |
| 1981        | Kyalami       | Carlos Reutemann   | Williams      | resoconto     |
| 1982        | Kyalami       | Alain Prost        | Renault       | resoconto     |
| 1983        | Kyalami       | Riccardo Patrese   | Brabham       | resoconto     |
| 1984        | Kyalami       | Niki Lauda         | McLaren       | resoconto     |
| 1985        | Kyalami       | Nigel Mansell      | Williams      | resoconto     |
| 1986 - 1991 | Non disputato | Non disputato      | Non disputato | Non disputato |
| 1992        | Kyalami       | Nigel Mansell      | Williams      | resoconto     |
| 1993        | Kyalami       | Alain Prost        | Williams      | resoconto     |